# Uitslagen Amerikaanse presidentsverkiezingen
Hieronder volgt een tabel met uitslagen van presidentsverkiezingen in de Verenigde Staten.
De tabel begint vanaf het jaar 1856 omdat vanaf toen de Democratische en Republikeinse partijen voor de eerste keer in hun huidige vorm met elkaar in het strijdperk traden.

Over het algemeen staan alleen kandidaten vermeld die ten minste een redelijk aantal stemmen hebben behaald.
| Jaar | Kandidaten                                                              | Partijen                                    | Kies- mannen            | Stemmen (× 1000)                    | Perc.                       |
| ---- | ----------------------------------------------------------------------- | ------------------------------------------- | ----------------------- | ----------------------------------- | --------------------------- |
| 1856 | - James Buchanan - John Charles Frémont - Millard Fillmore              | - Dem. - Rep. - American                    | - 174 - 114 - 008       | - 1.839 - 1.341 - 0.875             | - 45,3 - 33,1 - 21,6        |
| 1860 | - Abraham Lincoln - S.A. Douglas - J.C. Breckinridge - J. Bell          | - Rep. - Dem. - Zd. Dem. - Union            | - 180 - 012 - 072 - 039 | - 1.866 - 1.375 - 0.848 - 0.591     | - 39,9 - 29,4 - 18,1 - 12,6 |
| 1864 | - Abraham Lincoln - G.B. McClellan                                      | - Rep. - Dem.                               | - 212 - 021             | - 2.214 - 1.805                     | - 55,1 - 44,9               |
| 1868 | - Ulysses S. Grant - H. Seymour                                         | - Rep. - Dem.                               | - 214 - 080             | - 3.013 - 2.703                     | - 52,7 - 47,3               |
| 1872 | - Ulysses S. Grant - H. Greeley                                         | - Rep. - Dem.                               | - 286 - 066             | - 3.597 - 2.834                     | - 55,6 - 43,8               |
| 1876 | - Rutherford Hayes - S.J. Tilden                                        | - Rep. - Dem.                               | - 185 - 184             | - 4.036 - 4.301                     | - 47,9 - 51,0               |
| 1880 | - James Garfield - W.S. Hancock - J.B. Weaver                           | - Rep. - Dem. - Labor                       | - 214 - 155 - 000       | - 4.454 - 4.445 - 0.309             | - 48,3 - 48,2 - 03,3        |
| 1884 | - Grover Cleveland - J.G. Blaine - B.F. Butler                          | - Dem. - Rep. - Labor                       | - 219 - 182 - 000       | - 4.875 - 4.852 - 0.175             | - 48,5 - 48,3 - 01,7        |
| 1888 | - Benjamin Harrison - Grover Cleveland - C.B. Fisk                      | - Rep. - Dem. - Prohibition                 | - 233 - 168 - 000       | - 5.440 - 5.540 - 0.250             | - 47,8 - 48,7 - 02,2        |
| 1892 | - Grover Cleveland - Benjamin Harrison - J.B. Weaver                    | - Dem. - Rep. - People's                    | - 277 - 145 - 022       | - 5.557 - 5.176 - 1.041             | - 46,1 - 42,9 - 08,6        |
| 1896 | - William McKinley - W.J. Bryan                                         | - Rep. - Dem.                               | - 271 - 176             | - 7.105 - 6.503                     | - 51,0 - 46,7               |
| 1900 | - William McKinley - W.J. Bryan                                         | - Rep. - Dem.                               | - 292 - 155             | - 7.208 - 6.358                     | - 51,6 - 45,5               |
| 1904 | - Theodore Roosevelt - A.B. Parker - E.V. Debs                          | - Rep. - Dem. - Soc.                        | - 336 - 140 - 000       | - 7.623 - 5.078 - 0.402             | - 56,4 - 37,6 - 03,0        |
| 1908 | - William Howard Taft - W.J. Bryan - E.V. Debs                          | - Rep. - Dem. - Soc.                        | - 321 - 162 - 000       | - 7.679 - 6.409 - 0.421             | - 51,6 - 43,0 - 02,8        |
| 1912 | - Woodrow Wilson - Theodore Roosevelt - William Howard Taft - E.V. Debs | - Dem. - Progressive - Rep. - Soc.          | - 435 - 088 - 008 - 000 | - 6.293 - 4.120 - 3.485 - 0.901     | - 41,9 - 27,4 - 23,2 - 06,0 |
| 1916 | - Woodrow Wilson - C.E. Hughes                                          | - Dem. - Rep.                               | - 277 - 254             | - 9.130 - 8.538                     | - 49,3 - 46,1               |
| 1920 | - Warren Harding - J.M. Cox - E.V. Debs                                 | - Rep. - Dem. - Soc.                        | - 404 - 127 - 000       | - 16.152 - 09.148 - 00.920          | - 60,4 - 34,2 - 03,4        |
| 1924 | - Calvin Coolidge - J.W. Davis - R. La Follette                         | - Rep. - Dem. - Progressive                 | - 382 - 136 - 013       | - 15.725 - 08.387 - 04.823          | - 54,1 - 28,8 - 16,6        |
| 1928 | - Herbert Hoover - A.E. Smith                                           | - Rep. - Dem.                               | - 444 - 087             | - 21.391 - 15.016                   | - 58,2 - 40,9               |
| 1932 | - Franklin D. Roosevelt - Herbert Hoover - N. Thomas                    | - Dem. - Rep. - Soc.                        | - 472 - 059 - 000       | - 22.822 - 15.762 - 00.882          | - 57,4 - 39,7 - 02,2        |
| 1936 | - Franklin D. Roosevelt - A.M. Landon - W. Lemke                        | - Dem. - Rep. - Union                       | - 523 - 008 - 000       | - 27.752 - 16.680 - 00.882          | - 60,8 - 36,6 - 01,9        |
| 1940 | - Franklin D. Roosevelt - W.L. Willkie                                  | - Dem. - Rep.                               | - 449 - 082             | - 27.244 - 22.305                   | - 54,3 - 44,5               |
| 1944 | - Franklin D. Roosevelt - Thomas Dewey                                  | - Dem. - Rep.                               | - 432 - 099             | - 25.603 - 22.006                   | - 53,4 - 45,9               |
| 1948 | - Harry S. Truman - Thomas Dewey - J.S. Thurmond - Henry Wallace        | - Dem. - Rep. - States'Rights - Progressive | - 303 - 189 - 039 - 000 | - 24.106 - 21.969 - 01.169 - 01.156 | - 49,5 - 45,1 - 02,4 - 02,4 |
| 1952 | - Dwight D. Eisenhower - Adlai Stevenson II                             | - Rep. - Dem.                               | - 442 - 089             | - 33.824 - 27.315                   | - 54,9 - 44,4               |
| 1956 | - Dwight D. Eisenhower - Adlai Stevenson II                             | - Rep. - Dem.                               | - 457 - 073             | - 35.582 - 26.029                   | - 57,3 - 41,9               |
| 1960 | - John F. Kennedy - Richard Nixon - H.F. Byrd                           | - Dem. - Rep. - Onafhankelijk               | - 303 - 219 - 015       | - 34.227 - 34.108 - 00.000          | - 50,1 - 49,9 - 00,0        |
| 1964 | - Lyndon B. Johnson - Barry Goldwater                                   | - Dem. - Rep.                               | - 486 - 052             | - 43.126 - 27.175                   | - 61,0 - 38,5               |
| 1968 | - Richard Nixon - Hubert Humphrey - George Wallace                      | - Rep. - Dem. - American                    | - 302 - 191 - 045       | - 31.770 - 31.271 - 09.906          | - 43,4 - 42,7 - 13,5        |
| 1972 | - Richard Nixon - George McGovern                                       | - Rep. - Dem.                               | - 520 - 017             | - 46.740 - 28.902                   | - 61,8 - 38,2               |
| 1976 | - Jimmy Carter - Gerald Ford                                            | - Dem. - Rep.                               | - 297 - 240             | - 40.826 - 39.148                   | - 51,0 - 49,0               |
| 1980 | - Ronald Reagan - Jimmy Carter - John B. Anderson                       | - Rep. - Dem. - Onafhankelijk               | - 489 - 049 - 000       | - 43.902 - 35.484 - 05.719          | - 51,6 - 41,7 - 06,7        |
| 1984 | - Ronald Reagan - Walter Mondale                                        | - Rep. - Dem.                               | - 525 - 013             | - 53.390 - 36.902                   | - 59,0 - 41,0               |
| 1988 | - George H.W. Bush - Michael Dukakis - Lloyd Bentsen                    | - Rep. - Dem. - Dem.                        | - 426 - 111 - 001       | - 48.881 - 41.805 - 00.000          | - 54,0 - 46,0 - 00,0        |
| 1992 | - Bill Clinton - George H.W. Bush - Ross Perot                          | - Dem. - Rep. - Onafhankelijk               | - 370 - 168 - 000       | - 44.908 - 39.102 - 19.741          | - 43,3 - 37,7 - 19,0        |
| 1996 | - Bill Clinton - Bob Dole - Ross Perot                                  | - Dem. - Rep. - Onafhankelijk               | - 379 - 159 - 000       | - 45.591 - 37.816 - 07.866          | - 49,9 - 41,4 - 08,6        |
| 2000 | - George W. Bush - Al Gore - Ralph Nader                                | - Rep. - Dem. - Green                       | - 271 - 266 - 000       | - 50.456 - 50.997 - 02.530          | - 48,5 - 49,1 - 02,4        |
| 2004 | - George W. Bush - John Kerry - Ralph Nader                             | - Rep. - Dem. - Onafhankelijk               | - 287 - 251 - 000       | - 59.460 - 55.949 - 00.401          | - 51,3 - 48,3 - 00,3        |
| 2008 | - Barack Obama - John McCain - Ralph Nader                              | - Dem. - Rep. - Onafhankelijk               | - 365 - 173 - 000       | - 69.456 - 59.934 - 00.738          | - 52,9 - 45,7 - 00,6        |
| 2012 | - Barack Obama - Mitt Romney - Gary Johnson                             | - Dem. - Rep. - Lib.                        | - 332 - 206 - 000       | - 65.899 - 60.932 - 01.275          | - 51,0 - 47,2 - 01,0        |
| 2016 | - Donald Trump - Hillary Clinton                                        | - Rep. - Dem.                               | - 304 - 227             | - 62.984 - 65.853                   | - 46,1 - 48,2               |
| 2020 | - Joe Biden - Donald Trump                                              | - Dem. - Rep.                               | - 306 - 232             | - 81.269 - 74.216                   | - 51,3 - 46,9               |
| 2024 | - Donald Trump - Kamala Harris                                          | - Rep. - Dem.                               | - 312 - 226             | - 77.303 - 75.018                   | - 49,8 - 48,3               |

Noot 1
Verkiezingen vóór 1856
- 1789: George Washington unaniem verkozen (partijloos)
- 1792: George Washington wederom unaniem (partijloos)
- 1796: John Adams (Federalist) wint van Thomas Jefferson
- 1800: Thomas Jefferson (DRP) wint van John Adams (Federalist)
- 1804: Thomas Jefferson (DRP) wordt herkozen door Charles Cotesworth Pinckney te verslaan
- 1808: James Madison (DRP) verslaat Pinckney (Fed)
- 1812: James Madison (DRP) wint van DeWitt Clinton
- 1816: James Monroe (DRP) verslaat Rufus King
- 1820: James Monroe (DRP) wint vrijwel unaniem
- 1824: John Quincy Adams (DRP, later Whig) wint van Andrew Jackson (Dem.)
- 1828: Andrew Jackson (Dem.) verslaat John Quincy Adams (Nat-Rep)
- 1832: Andrew Jackson (Dem.) wint van Henry Clay (Nat-Rep)
- 1836: Martin Van Buren (Dem.) wint van William Henry Harrison (Whig) en nog 3 andere Whig kandidaten
- 1840: William Henry Harrison (Whig) verslaat Van Buren (Dem.)
- 1844: James Polk (Dem.) verslaat Henry Clay (Whig)
- 1848: Zachary Taylor (Whig) verslaat Lewis Cass (Dem.)
- 1852: Franklin Pierce (Dem.) wint van Winfield Scott (Whig)

Noot 2
Een aantal Amerikaanse presidenten werd tussentijds, dus niet (meteen) na verkiezingen, tot president beëdigd. Op Theodore Roosevelt, Calvin Coolidge, Harry S. Truman en Lyndon B. Johnson na, die herkozen werden, staan zij hierboven dus niet tussen.
Het gaat hierbij om de volgende personen:
- John Tyler volgde in 1841 William Henry Harrison die een maand na zijn aantreden overleed.
- Millard Fillmore volgde in 1850 de overleden president Zachary Taylor op
- Andrew Johnson volgde in 1865 de vermoorde president Abraham Lincoln op.
- Chester Arthur volgde in 1881 de vermoorde president James Garfield op.
- Theodore Roosevelt volgde in 1901 de vermoorde president William McKinley op.
- Calvin Coolidge volgde in 1923 de overleden president Warren Harding op.
- Harry S. Truman volgde in 1945 de overleden president Franklin D. Roosevelt op.
- Lyndon B. Johnson volgde in 1963 de vermoorde president John F. Kennedy op.
- Gerald Ford volgde in 1974 de afgetreden president Richard Nixon op.